# Ralph McQuarrie
Pour les articles homonymes, voir McQuarrie.
Ralph McQuarrie, né le 13 juin 1929 à Gary et mort le 3 mars 2012  à Berkeley (Californie), est un illustrateur américain notable pour son travail sur Star Wars (la trilogie originale), Galactica, E.T. l'extra-terrestre et Cocoon pour lequel il a remporté un Oscar des meilleurs effets visuels. Il a également réalisé un dessin animé pour le programme Apollo.

## Récompenses
- 1986 : Oscar des meilleurs effets visuels pour Cocoon, conjointement avec Ken Ralston, Scott Farrar et David Berry[2]